# Comisión de Asentamiento Prusiana
La Comisión de Asentamiento Prusiana (en alemán: Königlich Preußische Ansiedlungskommission in den Provinzen Westpreußen und Posen; en polaco: Królewska Komisja Osadnicza dla Prus Zachodnich i Poznańskiego; literalmente, Real Comisión de Asentamiento Prusiana para las Provincias de Prusia Occidental y Poznan) fue una comisión gubernamental prusiana que operó entre 1886 y 1924, pero solo de manera activa hasta 1918. Fue establecida por Otto von Bismarck para aumentar la propiedad de la tierra por parte de los alemanes a expensas de los polacos, por medios económicos y políticos, en las provincias orientales de Prusia Occidental y Posen del Imperio Alemán, como parte de sus grandes esfuerzos para erradicar la nación polaca. La comisión fue motivada por el sentimiento antipolaco y el racismo.

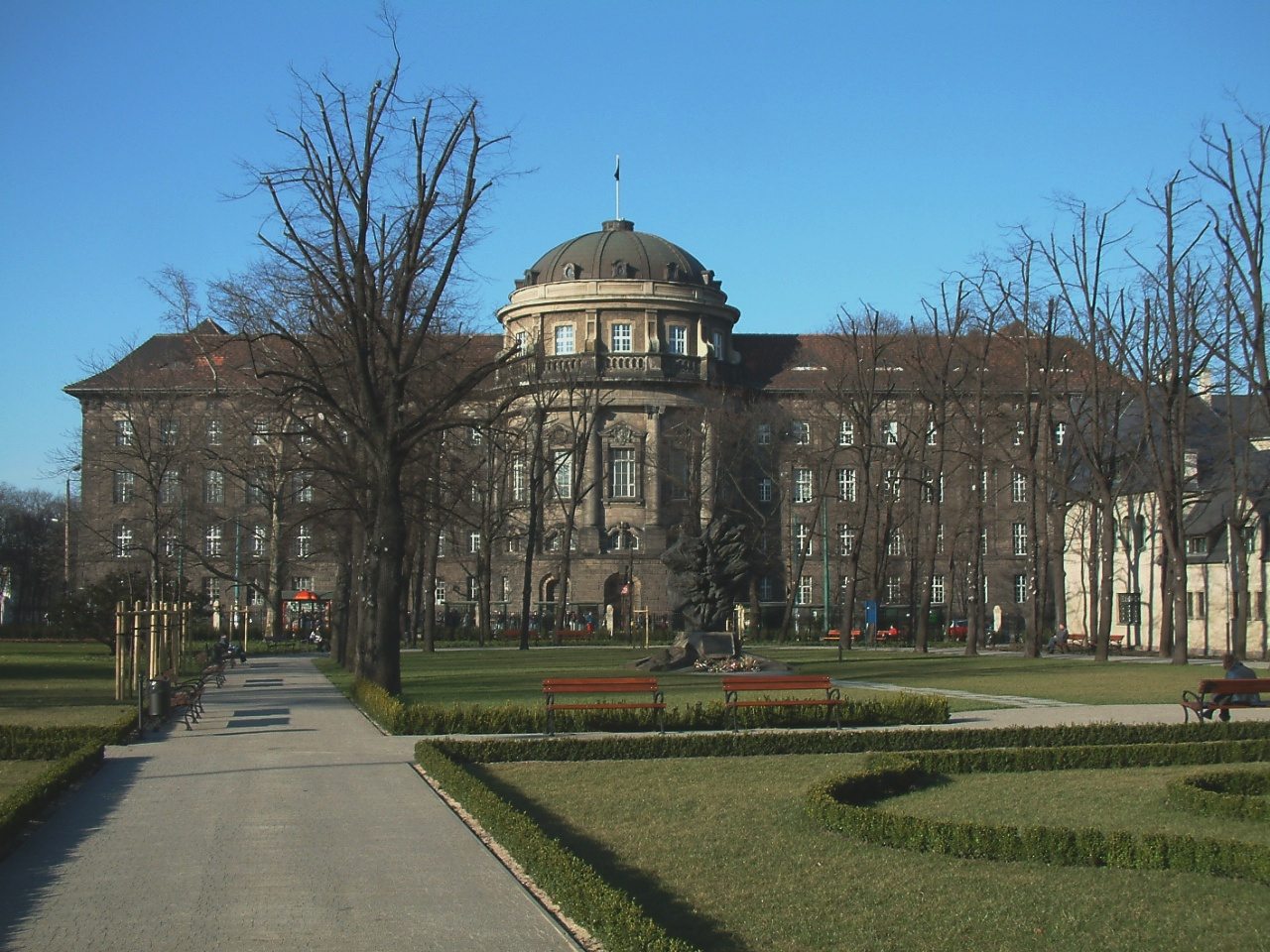
Antigua sede de la Comisión de Asentamiento Prusiana, ahora Colegio Universitario de Poznań.

La Comisión fue uno de los principales instrumentos de Prusia en la política oficial de germanización de las tierras históricamente polacas de Prusia Occidental (la antigua Prusia Real) y el Gran Ducado de Posen disuelto. En última instancia, la Comisión compró 613 propiedades a los propietarios alemanes y 214 a los polacos, funcionando para rescatar más a menudo a los deudores alemanes en lugar de cumplir su misión nacional declarada. Al final de su existencia, un total de 21.886 familias alemanas (154.704 personas) de las 40.000 planificadas habían sido asentadas. Las actividades de la Comisión tuvieron un efecto contrario en los polacos utilizando lo que se ha denominado "nacionalismo defensivo", unificando el "nacionalismo polaco, el catolicismo y la resistencia cultural" y desencadenaron contramedidas polacas, culminando después de la Primera Guerra Mundial, cuando se estableció la Segunda República Polaca, en la expropiación. de tierras propiedad de la Comisión y la reversión de la germanización. Algunos de los colonos alemanes que aún permanecían en Polonia en 1939 estaban activos en una campaña nazi de genocidio contra los polacos durante la Segunda Guerra Mundial.

## Nombre
Las traducciones incluyen Comisión de Colonización Alemana para Poznań, Comisión de Colonización Prusiana, Real Comisión de Colonización para Prusia Occidental y Posnania). La mayoría de las fuentes polacas traducen el título como Comisión de Colonización en lugar de Comisión de Asentamiento, que tiene más carga política. La cuestión de la traducción también está relacionada con el hecho de que en 1904 se abolió la diferencia legal entre asentamiento y colonia en Prusia.

## Antecedentes

### Reino de Prusia
El Reino de Prusia durante las particiones de Polonia adquirió Prusia Occidental (en alemán: Westpreußen, en polaco: Prusy Zachodnie) y la provincia posterior de Posen (Provinz Posen, Prowincja Poznańska). El idioma polaco fue abolido como idioma oficial y el idioma alemán fue introducido. Federico el Grande esperaba reemplazar a los polacos con alemanes, colocando también a los alemanes en la mayor parte de la administración. Los polacos fueron retratados como "eslavos atrasados" por los funcionarios prusianos que actuaron para difundir la lengua y la cultura alemana. Las tierras de la nobleza polaca fueron confiscadas y entregadas a los nobles alemanes. El dominio prusiano en las áreas polacas se debilitó un poco después de 1807 cuando partes de su partición fueron restauradas al Gran Ducado de Varsovia. El estado de poder de Prusia dependía de obstaculizar de cualquier forma de estado polaco y no apoyó los intentos polacos de restauración de Polonia durante el Congreso de Viena, cuando Prusia intentó obtener el Ducado de Varsovia o al menos sus provincias occidentales. En 1815, el rey prusiano ofreció varias garantías en su discurso ante los polacos en el recién formado Gran Ducado de Posen (creado a partir de los territorios del Ducado de Varsovia) con respecto a los derechos de las instituciones lingüísticas y culturales polacas. Sin embargo, en la práctica, el derecho a utilizar el polaco en tribunales e instituciones solo se respetó hasta 1830. Si bien los polacos constituían la mayoría de la población en la zona, ocupaban solo 4 de los 21 puestos oficiales de alto nivel. A pesar de las acciones de colonización entre 1793 y 1806, en 1815 en Poznań solo el 11,1% de la población era alemana. Después de 1832, los polacos ya no podían ocupar altos cargos en el nivel administrativo local (landrat). Al mismo tiempo, el gobierno prusiano y el rey prusiano persiguieron la germanización de los sistemas administrativos y judiciales, mientras que los funcionarios locales hicieron cumplir la germanización del sistema educativo e intentaron erradicar la posición económica de la nobleza polaca. El parlamento provincial emitió llamadas para garantizar el derecho de uso del idioma polaco y pidió la creación de instituciones educativas polacas, así como la autonomía, pero esas solicitudes fueron rechazadas por el estado prusiano. En 1847, doscientos cincuenta y siete activistas polacos fueron encarcelados por cargos de conspiración y ocho de ellos fueron condenados a muerte, pero la Primavera de las Naciones detuvo su ejecución. El Parlamento de Fráncfort mostró que los delegados alemanes se negaron a aceptar los derechos de los pueblos no alemanes y, mientras el gobierno prusiano se declaró listo para discutir las preocupaciones de Polonia, pronto ordenó al ejército prusiano que aplastara el movimiento de libertad de activistas y campesinos polacos. Posteriormente, el victorioso gobierno prusiano se retiró de sus anteriores declaraciones de autonomía en la región de Wielkpolska.

#### Intentos de colonización anteriores del Reino de Prusia
Antes de la Comisión de Asentamiento, el Reino de Prusia había hecho varios intentos para establecer alemanes étnicos en regiones habitadas por polacos.
Federico el Grande, que trató a los polacos con desprecio y los llamó 'basura polaca desaliñada', instaló a unos 300.000 colonos en las provincias orientales de Prusia y tuvo como objetivo la eliminación de la nobleza polaca. Prusia persiguió otro intento de colonización dirigido a la germanización después de 1832.

### Imperio alemán
En 1871, el Imperio alemán fue fundado con Prusia como el estado líder y dominante. El advenimiento de la Kulturkampf marcó un período en el que el gobierno prusiano intentó germanizar a los polacos a través del idioma, la escolarización y las restricciones religiosas. Más tarde, el aumento en el número de polacos llevó al gobierno a una política demográfica antipolaca directa. La población polaca en la provincia de Posen (Poznań) representó casi el 60% (1.049.000 polacos frente a 702.000 alemanes en 1890), y en Prusia Occidental, un tercio de la población (484.000 polacos frente a 949.000 alemanes en 1890). Para 1885, Prusia aún enfrentaba dificultades para digerir sus "provincias polacas", y la "Cuestión polaca" era uno de los problemas más apremiantes del Reich. El propio estado estaba liderado por el nacionalismo alemán y Bismarck consideraba a los polacos como una de las principales amenazas para el poder alemán; como él declaró: "La cuestión polaca es para nosotros una cuestión de vida o muerte" y quería que la nación polaca desapareciera en privado, en la medida en que expresaba su deseo de exterminar a los polacos. Como resultado, la población polaca sufrió discriminación económica, religiosa y política, se promovió la germanización de sus territorios y en lugares donde los polacos y los alemanes vivían prácticamente existía un apartheid.
A fines del siglo XIX, tuvo lugar una migración de este a oeste (Ostflucht), en la que partes de la población de las provincias orientales emigraron a territorios occidentales más prósperos. Al gobierno alemán le preocupaba que el Ostflucht redujera el porcentaje de alemanes en las regiones orientales. Este evento se usó como pretexto y justificación presentada a la comunidad internacional para acciones dirigidas a la germanización de esas provincias. En realidad, tanto los polacos como los judíos y los alemanes se mudaron a las provincias occidentales de Alemania.

## Objetivos
Los objetivos de la Comisión eran el debilitamiento financiero de los terratenientes polacos y asegurar la germanización de las ciudades polacas y las zonas rurales. La destrucción de la propiedad de la tierra polaca combinada con la lucha contra el clero polaco (Kulturkampf) fue lograr la eliminación de una identidad nacional polaca. Bismarck consideraba a los terratenientes polacos como los principales agitadores del nacionalismo polaco: comprar sus propiedades y parcelarlas a los alemanes en granjas familiares tenía la intención de desestabilizar a este grupo y aumentar significativamente el número de alemanes en estas áreas.
El enfoque en la propiedad de la tierra fue motivado por la idea alemana de völkisch de que "donde arará el arado alemán, allí surgirá la patria alemana". El asentamiento consistió en aislar los asentamientos polacos en las zonas habitadas de Alemania al rodearlos de asentamientos alemanes y difundir los alemanes en áreas dominadas por los polacos para aislar a los pueblos polacos específicos del resto. Los asentamientos alemanes debían estar siempre concentrados para proporcionar una "barrera" a la polaridad. Si bien la Comisión compró principalmente tierras alemanas, esto no interfirió con el objetivo de aumentar la presencia alemana, y la compra de una gran extensión de tierra a un solo propietario alemán para distribuirla entre muchos colonos alemanes se percibió como beneficiosa para la meta. De los colonos, el 96,9% eran protestantes, ya que las autoridades prusianas creían que "el verdadero alemán es protestante". Toda la práctica era nueva y desconocida en Europa. Además del Ostflucht, el gobierno alemán justificó su acción ante la comunidad internacional al etiquetar a los polacos como enemigos internos del estado. Esos intentos no tuvieron mucho éxito. El propio Bismarck dijo que los polacos que se encuentran sin tierra deberían "mudarse a Marruecos".

## Fondos
La financiación de la Comisión fue de:
- 1886 100 millones de marcos.
- 1898 100 millones de marcos.
- 1908 150 millones de marcos.
- 1913 500 millones de marcos.[3]

En 1914, la financiación total para la Comisión era de 955 millones de marcos. Se otorgaron fondos adicionales para proyectos de asistencia tales como la acreditación de fincas alemanas en bancarrota (125 millones de marcos en 1908).
Debido a las operaciones de la Comisión, el precio de la tierra en los territorios polacos aumentó en respuesta. El intento económico de germanizar esas áreas fracasó y, con el inicio de la Primera Guerra Mundial, las autoridades alemanas y los principales miembros de la Comisión comenzaron a buscar nuevas formas de afianzarse a Alemania en el territorio polaco.

## Adquisiciones de terrenos para el asentamiento
Si bien la comisión planeaba establecer un asentamiento de hasta 40.000 familias en Posen y Prusia Occidental, solo logró liquidar un total de 21,866 familias hasta 1914, lo que elevó el número de colonos alemanes a 154.000.

### Adquisiciones para 1901
Desde el 26 de abril de 1886 hasta el 1 de enero de 1901, la Comisión de Asentamiento compró 147.475 ha (3,64% de la Provincia de Posen y 1,65% de Prusia Occidental), y se asentaron 4.277 familias (unas 30.000 personas). Una publicación del Imperio alemán llamada Meyers Großes Konversations-Lexikon afirmó que en 1905-1906, solo 2.715 familias no eran nativas de estas provincias. Después de esto, el presupuesto original de 100.000.000 marcos fue agotado.

### Adquisiciones para 1913

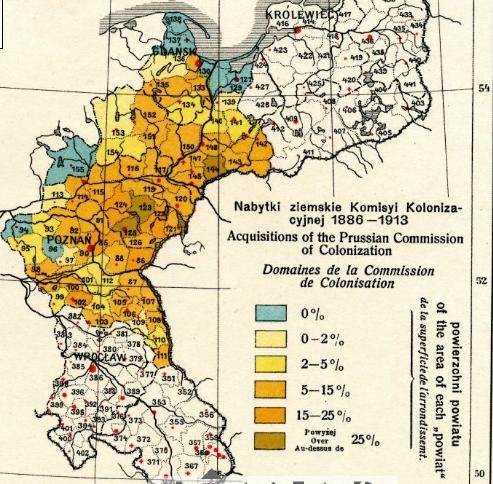
Adquisiciones de la Comisión de Asentamiento de Prusia.

Para 1913, la Comisión había comprado aproximadamente el 5,4% de la tierra en Prusia Occidental y el 10,4% en Posen. Para entonces, se fundaron 450 aldeas nuevas, se compró un área total de 438.560 ha, de las cuales se compraron 124.903 ha de los polacos. En 1914, los alemanes poseían el 59% de la tierra en la provincia de Posen, mientras que en 1890 representaban alrededor del 40% de la población.

### En total
A lo largo de sus 32 años de existencia, la Comisión pudo comprar el 8% del total de la tierra en Posen y Prusia Occidental. En total, alrededor de 22.000 familias se establecieron, lo que eleva el número de colonos alemanes a 154.000. 5.400 familias eran llegadas alemanas tomadas de otras partes de la Polonia dividida, el Zarato de Polonia (provincia del Imperio ruso) y Galitzia (provincia de Austria).
En general, la comisión compró 828 propiedades (430.450 ha) para 443 millones de marcos, 214 de ellos (115.525 ha) de los polacos para 96,4 millones de marcos, y las otras 614 (314.926 ha) de alemanes para 346,7 millones de marcos. Además, la comisión compró 631 fincas campesinas (30.434 ha) por 44,5 millones de marcos, 274 de las cuales (11.152 ha) de los polacos por 16,6 millones de marcos y las otras 357 (19.282 ha) de alemanes por 27,9 millones de marcos. Del total de 955 millones de marcos gastados, aproximadamente la mitad (488 millones de marcos) se gastaron en la compra real de terrenos, mientras que el resto se gastó en administración, parcelización, infraestructura, etc.

## Origen de los colonos
Para germanizar la región, se enviaron unidades militares predominantemente alemanas que luego se incluyeron en las cifras de población de la región. Los alemanes de la región de Prusia Occidental y la Gran Polonia que participaron en el proceso de asentamiento disminuyeron con el tiempo, mientras que el número de alemanes del Imperio ruso aumentó. En los primeros años (1886–90), los lugareños de la Gran Polonia y Prusia Occidental constituyeron el 48% de los colonos, mientras que la proporción de alemanes de Rusia fue inferior al 1%, sin embargo, en los años 1902-1906, los lugareños solo conformaron el 17% y alemanes de Rusia por el 29% de los colonos.
De los asentados hasta fines de 1906, un cuarto se originó en Posen y Prusia Occidental, otro cuarto en las provincias vecinas de Prusia Oriental, Pomerania, Brandeburgo, Sajonia y Silesia, 30% de otras partes del Imperio alemán y 20% de fuera del imperio, especialmente de Rusia.

## Impacto en la composición étnica
Uno de los principales objetivos de la Comisión era detener la restauración de la población polaca en los territorios germanizados de la Gran Polonia, que estaba recuperando su número después de una caída drástica durante la toma de posesión prusiana inicial. Si bien la Comisión nunca realizó sus objetivos, logró debilitar la influencia polaca. En la Gran Polonia, la participación polaca de la población no alcanzó sus niveles anteriores a 1815:
| Composición étnica de la Gran Polonia | Composición étnica de la Gran Polonia | Composición étnica de la Gran Polonia | Composición étnica de la Gran Polonia | Composición étnica de la Gran Polonia |
| Año                                   | 1815                                  | 1861                                  | 1890                                  | 1910                                  |
| ------------------------------------- | ------------------------------------- | ------------------------------------- | ------------------------------------- | ------------------------------------- |
| Población total                       | 776.000                               | 1.467.604                             | 1.751.642                             | 2.099.831                             |
| % Polacos (including bilinguals)      | 73%                                   | 54,6%                                 | 60,1%                                 | 61,5%                                 |
| % Alemanes                            | 25%                                   | 43,4%                                 | 39,9%                                 | 38,5%                                 |

| Composición étnica de Prusia Occidental | Composición étnica de Prusia Occidental | Composición étnica de Prusia Occidental | Composición étnica de Prusia Occidental | Composición étnica de Prusia Occidental |
| Año                                     | 1858                                    | 1890                                    | 1905                                    | 1910                                    |
| --------------------------------------- | --------------------------------------- | --------------------------------------- | --------------------------------------- | --------------------------------------- |
| Total población                         | ?                                       | 1.433.681                               | 1.641.936                               | ?                                       |
| % Polacos (incluyendo )                 | 30,9%                                   | 33,8%                                   | 34,4%                                   | ~35%                                    |
| % Alemanes * incluyendo bilingües       | 69,1%                                   | 66,2%*                                  | 65,6%*                                  | ~65%                                    |

Según Władysław Kulski, la Comisión fue solo una parte de los esfuerzos alemanes para erradicar a los polacos de los territorios conquistados por Prusia en Polonia, además de 154.000 colonos, Alemania también colocó a 378.000 militares y oficiales alemanes en los territorios polacos.

## Legislación
Como el enfoque económico demostró ser un fracaso, se promulgaron varias leyes para promover los objetivos de la Comisión de Asentamiento.
- 1896: Los terrenos adquiridos de la comisión podían venderse libremente solo a los familiares del colono: se requería la aprobación de la comisión para cualquier otra venta.
- 1904: el gobierno prusiano trató de restringir a los polacos la adquisición de tierras, si esto interfiriera con los objetivos de la comisión. Cualquier nuevo asentamiento requería un permiso de construcción, incluso si solo fuera por renovación de un edificio existente para hacerlo habitable. Los funcionarios locales rutinariamente negaron estos permisos a los polacos. La ley enfrentó la crítica internacional y la oposición de grupos liberales preocupados por los derechos de propiedad privada. El Tribunal Supremo Administrativo de Prusia finalizó esta legislación.[23]
- 1908: la dieta prusiana aprobó una ley que permite la expropiación forzosa de los terratenientes polacos por parte de la Comisión de Asentamiento. En 1912, se expropiaron cuatro grandes propiedades polacas de 1.656 ha.[37] La ley enfrentó críticas de la comunidad internacional y los liberales preocupados por los derechos de libre mercado. Además, el Consejo de Estado austriaco, a petición de los polacos, que gozaban de considerable autonomía e influencia en Austria-Hungría, condenó las acciones del gobierno alemán. Rota, un poema patriótico de Maria Konopnicka fue creado como respuesta a esta ley. Según el historiador Andrzej Chwalba, más de un periódico en Europa escribió que Prusia se estaba convirtiendo en un estado policial. En parte debido a esas protestas, la ejecución de la ley se retrasó hasta 1914.
- 1913: Para evitar que los polacos redistribuyeran sus tierras a otros polacos, se aprobó una ley que prohibía la división de tierras privadas sin el acuerdo del estado.

Otras medidas en apoyo de la política de germanización incluyen:
- Los alemanes étnicos eran favorecidos en los contratos del gobierno y solo los ganaban, mientras que los polacos siempre perdían.
- Los alemanes étnicos también fueron promovidos en planes de inversión, contratos de suministro.
- Los artesanos alemanes en los territorios polacos recibieron las mejores ubicaciones en ciudades de las autoridades para que pudieran comenzar su propio negocio y prosperar.
- Los soldados recibieron órdenes que les prohibían comprar en tiendas polacas y de polacos bajo la amenaza de arresto.
- Los comerciantes alemanes fueron alentados a establecerse en territorios polacos.
- Se propusieron incentivos fiscales y acuerdos financieros beneficiosos a los funcionarios y empleados alemanes si se instalarían en provincias polacas habitadas.[3]

## Contramedidas polacas
La creación de la Comisión estimuló a los polacos a tomar contramedidas, que gradualmente se convirtieron en una competencia de la minoría polaca contra el estado alemán con los polacos dirigiendo sus propios bancos de asentamientos y sociedades de asentamientos, lo que resultó en una "batalla por el suelo" (Kampf um den den Boden) . En 1888, Teodor Kalkstein fundó el Banco Ziemski, apoyado por polacos de la región austriaca de Galitzia. 1894 vio a intelectuales polacos en cooperación con agricultores polacos fundando la Spólka Rolników Indywidualnych. Ignacy Sikorski fundó el Banco Parcelacyjny en 1896. Desde 1890 hasta 1912, las empresas, bancos y asociaciones polacas crecieron en número y fuerza, lo que proporcionó a los polacos la defensa contra la germanización de sus tierras. Los esfuerzos para germanizar la región de hecho fortalecieron el movimiento nacionalista polaco y unieron el nacionalismo polaco, el catolicismo y la resistencia cultural entre los polacos en Pomerania, Masuria y Silesia. Para la Comisión de Asentamiento, estas contramedidas llevaron a una disponibilidad decreciente de tierras de propiedad polaca que se pueden comprar, en 1895 y todos los años posteriores a 1898, la gran mayoría de las propiedades se compraron a alemanes en lugar de polacos, y desde 1902, la comisión pudo adquirir tierra de los polacos "solo raramente y solo a través de un intermediario".
Numerosas iniciativas demostraron ser más elásticas y eficientes que la gran burocracia centralizada alemana. La población polaca ha aumentado el entendimiento social que llevó a abandonar las diferencias de clase para defender la existencia nacional: los ricos ayudaron a los pobres a desempeñarse mejor en la economía y fueron apoyados por el clero en sus acciones. La nobleza rica a menudo vendía su patrimonio artístico para invertir en empresas bancarias y financieras, o para comprar más tierras para los polacos. Esto fue visto como un comportamiento moral y ético entre la población polaca. Algunos nacionalistas polacos acusaron a la Comisión de Asentamiento de ser dirigida por alemanes y judíos, y distribuyeron un folleto en 1912 que advirtió que "cualquier polaco que compre a judíos y alemanes socava la existencia de la Iglesia Católica y la Patria". Los periódicos locales intentaron intimidar a los residentes que compraron productos de comerciantes alemanes y judíos publicando sus nombres en el periódico y acusándolos de "traicionar ... a su país".
Como resultado, la iniciativa alemana creó lo que intentó eliminar en primer lugar, un despertar nacional polaco en la región de la Gran Polonia (provincia de Posen) y el sentimiento de unidad nacional polaca. Por lo tanto, ante la incapacidad de germanizar las provincias polacas por medios económicos, los líderes y pensadores alemanes consideraron la posibilidad de buscar medios extraordinarios. Catherine Epstein señaló que la resistencia polaca a los métodos alemanes fortalece el nacionalismo polaco y señala la similitud de las acciones de la Comisión con los nazis.

## Primera Guerra Mundial
Incluso antes de la Primera Guerra Mundial, algunos alemanes como Hans Delbrück o el Canciller Bernhard von Bülow propusieron expulsar a los polacos de los territorios del este de Alemania. Con la llegada de la guerra, esas ideas comenzaron a tomar forma real y determinada en forma de planes que se realizarían después de la victoria alemana y, como consecuencia, la hegemonía de Europa Central y Oriental. La idea de medidas extraordinarias fue el resultado del fallido intento económico de germanizar las provincias polacas. Los jefes de la Comisión de Asentamiento se encontraban entre los arquitectos y partidarios de esos planes. El presidente de la Comisión de Asentamiento, Gense, fue uno de los principales partidarios y planificadores de la llamada "Franja Fronteriza Polaca" que imaginó la expulsión de alrededor de 2 millones de no alemanes (principalmente polacos y judíos) de 30.000 kilómetros cuadrados de la voluntad. Se anexarían territorios del Zarato de Polonia, que luego se convertirían en germanizados. Los polacos que permaneciesen en Alemania y se negasen a ser germanizados deberían ser "alentados" a pasar a un estado títere polaco dirigido por alemanes establecido a partir de los restos del Congreso de Polonia.
Otros nombres notables de activistas de la Comisión de Asentamientos incluyen a Friedrich von Schwerin y al industrial Alfred Hugenberg, quien trabajó y representó a la familia Krupp.

## Consecuencias
El objetivo de la Comisión de Asentamiento de germanizar los territorios polacos fracasó y con la caída del Imperio Alemán en 1918 (al final de la Primera Guerra Mundial), la Comisión dejó de funcionar en 1924. En 1919, su sede fue tomada por el estado polaco y la mayoría de su territorio. El 3.9% (18.200 ha.) de todas las tierras compradas permanecieron en manos de los alemanes dentro de las nuevas fronteras de Alemania. Las políticas de germanización resultaron en fuertes medidas contra los colonos alemanes por parte del estado polaco después de la Primera Guerra Mundial. El estado polaco se negó a reconocer los derechos de propiedad de la mayoría de los colonos alemanes, aproximadamente la mitad de los cuales huyeron o fueron expulsados de Polonia. Estas acciones del estado polaco fueron condenadas por la Corte Permanente de Justicia Internacional, descartando en 1923 "que la posición adoptada por el gobierno polaco [...] no estaba en conformidad con sus obligaciones internacionales". En 1918, el total de la población étnica polaca era mayor que cuando la Comisión comenzó a operar. Entre 1918 y 1939, la población alemana en estas áreas disminuyó en otro 70%, y la tierra propiedad de los alemanes en un 45%.

## Influencia en el nazismo
Las políticas prusianas de asentamiento y la asimilación forzada fueron una influencia para los pensadores nazis alemanes durante su guerra en el Este. Sus planes fueron una renovación de la idea, pero esta vez, en lugar de colonizar solo las tierras compradas por la Comisión de Asentamiento Prusiana, los polacos serían limpiados étnicamente y asesinados, y los colonos alemanes ocuparían su lugar. Los nazis también planearon formar una Comisión de Asentamiento del Reich para coordinar toda la colonización interna dentro del Reich alemán, que se basaría en la Comisión de Asentamiento Prusiana. El plan fue presentado por el oficial nazi Curt von Gottberg, quien lo presentó a Himmler, y como recompensa fue nombrado Jefe del Registro de la Propiedad en Praga en junio de 1939.